# Nick Bollettieri
Nicholas James Bollettieri (31. července 1931 Pelham, New York – 4. prosince 2022 Bradenton, Florida) byl americký tenisový trenér, zakladatel Tenisové akademie Nicka Bollettieriho, známý výchovou a vedením mnoha tenistů světové úrovně včetně Andre Agassiho, Jima Couriera, Moniky Selešové a Mary Pierceové.
V prvním desetiletí třetího tisíciletí připravoval světové jedničky Marii Šarapovovou a Jelenu Jankovićovou, stejně tak i začínající talentované hráčky Nicole Vaidišovou a Sabinu Lisickou. Mezi jeho dřívější žáky patří Venus a Serena Williamsovy, Martina Hingisová, Anna Kurnikovová, Boris Becker či podle jeho slov nejtalentovanější tenista, kterého kdy vedl, Chilan Marcelo Ríos.

## Osobní život
Po ukončení střední školy Pelham Memorial High School v roce 1949 pokračoval v alabamském Mobile studiem filosofie na Spring Hill College, kterou absolvoval v roce 1953. Po vojenské službě začal studovat právnickou fakultu University of Miami, které zanechal, aby se od roku 1956 plně věnoval tenisovému trenérství. Mezi jeho první svěřence patřili Sheryl Smithová a Brian Gottfried. Nejdříve působil v tenisovém kempu Wayland Academy ve wisconsinském Beaver Dam.
V polovině sedmdesátých let se stal vedoucím trenérem v portorickém hotelu Dorado Beach. Roku 1977 se přestěhoval do floridského Longboat Key, kde následující rok blízko Bradentonu, přibližně 50 mil na jih od Tampy, založil na ploše čtyřiceti akrů (162 000 m2) tenisovou akademii nesoucí jeho jméno. Jednalo se o první takto rozsáhlou tenisovou školu s cílem vychovávat nejlepší juniory. V roce 1987 ji prodal společnosti International Management Group (IMG), ale zachoval si v ní vedoucí trenérské a řídící postavení.

## Absolventi – světové jedničky
Mezi jeho první žáky, kteří se stali světovými jedničkami ve dvouhře patřili Monika Selešová, Jim Courier, Boris Becker a Andre Agassi. Později je následoval Marcelo Ríos a sestry Serena a Venus Williamsovy, jež trénovali v akademii řadu let a později se do ní vraceli v rámci grandslamové přípravy. Maria Šarapovová se stala žačkou v devíti a Jelena Jankovićová pak ve dvanácti letech.

## Soukromý život
K roku 2011 byl poosmé ženatý se Cindi Eatonovou, kterou si vzal za manželku 22. dubna 2004. Ve stejném roce spolu založili neziskový sportovní kamp Kaizen ve Vermontu, v němž během letních prázdnin tráví pět týdnů sportovní přípravy dívky trpící nadváhou a obezitou ve věku mezi devátým a čtrnáctým rokem věku.
Měl pět dospělých dětí, jednoho syna a čtyři dcery. Adoptoval syna Giovanniho a v 2011, pak druhého z Etiopie.
Přispíval do časopisu Tennis Magazine a spolu s Dick Schaapem byl spoluautorem autobiografie nazvané My Aces, My Faults (Má esa, mé chyby; New York: HarperCollins (1996). Hardcover: ISBN 0-380-97306-5, ISBN 978-0-380-97306-4. New York: Avon Books (1997). Paperback: ISBN 0-380-78723-7, ISBN 978-0-380-78723-4).
Zemřel doma, v Bradentonu na Floridě, 4. prosince 2022.

## Citáty
| „                  | Když chcete být nejlepší, musíte být trochu blázen. Když se podíváte do historie, úspěšní lidé dělají věci, o kterých ostatní tvrdí, že jsou nemožné | “ |
| — Nick Bollettieri | |   |